# Elitserien (bandy)
De Elitserien is de hoogste Zweedse bandydivisie. De competitie voor mannen ging in het seizoen 2007/08 van start. Van 1981 tot 2007 heette het de Allsvenskan.